# Amphinectomys savamis
Amphinectomys savamis és una espècie de mamífer rosegador de la família dels cricètids. És endèmic del Perú, on viu a altituds de fins a 300 msnm. El seu hàbitat natural són els rierols que transcorren pels boscos. Es tracta d'un animal semiaquàtic. És una espècie en risc mínim, és a dir, no sembla que hi hagi cap amenaça significativa per a la seva supervivència.
El seu nom específic, savamis, és un acrònim dels noms dels col·laboradors de Vassili Maliguin, el descobridor de l'espècie: Sokolov, V. Aniskin, A. Milixnikov i S. Issàiev.